# Гулсунда
Гулсунда (груз. გულსუნდა) — село в Грузии, на территории Аспиндзского муниципалитета края (мхаре) Самцхе-Джавахети.

## География
Село находится в южной части Грузии, на берегах реки Куры, на расстоянии приблизительно 12 километров (по прямой) к юго-юго-востоку от посёлка городского типа Аспиндза, административного центра муниципалитета. Абсолютная высота — 1154 метра над уровнем моря.

## Население
По результатам официальной переписи населения 2014 года, в Гулсунде проживало 63 человека (34 мужчины и 29 женщин). В национальной структуре населения грузины составляли 100 %.
| Год  | Население, человек |
| ---- | ------------------ |
| 2002 | 81                 |
| 2014 | ↘ 63               |